# Xã Vrooman, Quận Perkins, Nam Dakota
Xã Vrooman (tiếng Anh: Vrooman Township) là một xã thuộc quận Perkins, tiểu bang Nam Dakota, Hoa Kỳ. Năm 2010, dân số của xã này là 8 người.